# Vasile-Ciprian Rus
Vasile-Ciprian Rus (n. 26 aprilie 1981) este un senator român, ales în 2024 din partea USR. 